# Yves Barsacq
Pour les articles homonymes, voir Barsacq.
Yves Barsacq est un acteur français né le 17 juin 1931 dans le 14e arrondissement de Paris et mort le 4 octobre 2015 à Albenga (Italie,).

## Biographie
Yves Barsacq est le fils du décorateur Léon Barsacq et le neveu du réalisateur André Barsacq.
Il fait partie des seconds rôles du cinéma français que le public affectionne particulièrement. Il a joué dans près de 170 films ou séries télévisées. C'est notamment aux côtés de Louis de Funès qu'il se révèle au grand public. Il était également connu pour ses nombreux doublages comme le grand-père de Cédric dans la série d'animation Cédric, ou également Dupont dans la série d'animation Les Aventures de Tintin (1991).

## Filmographie

### Cinéma
- 1957 : Charmants Garçons d'Henri Decoin : le détective de l'hôtel
- 1957 : Un amour de poche de Pierre Kast : un étudiant
- 1958 : Le Gorille vous salue bien de Bernard Borderie : Berthier, un apprenti barbouze
- 1958 : Sans famille d'André Michel
- 1958 : Le Miroir à deux faces d'André Cayatte : le concierge de l'école
- 1959 : Faibles femmes de Michel Boisrond
- 1959 : Le Petit Prof de Carlo Rim : l'économe
- 1959 : Du rififi chez les femmes d'Alex Joffé
- 1959 : Les Liaisons dangereuses de Roger Vadim
- 1959 : La Valse du Gorille de Bernard Borderie : Berthier
- 1959 : Nathalie, agent secret d'Henri Decoin
- 1959 : Katia de Robert Siodmak : Katourine
- 1959 : Sans tambour ni trompette d'Helmut Käutner : un Français
- 1960 : La Ligne de mire de Jean-Daniel Pollet
- 1960 : Les Magiciennes de Serge Friedman
- 1960 : Monsieur Suzuki de Robert Vernay : un policier
- 1960 : Sergent X de Bernard Borderie : le médecin
- 1960 : Le Cercle vicieux de Max Pécas : Eugène Broulard, dit Dubois
- 1960 : Recours en grâce de Laszlo Benedek : l'avocat
- 1960 : L'Ennemi dans l'ombre de Charles Gérard : Gino Servantès
- 1960 : Le Passage du Rhin d'André Cayatte : Jacques
- 1961 : La Peau et les Os de Jean-Paul Sassy : le metteur en scène
- 1961 : La Bride sur le cou de Roger Vadim
- 1961 : Tout l'or du monde de René Clair : un photographe
- 1961 : Les Démons de minuit de Marc Allégret et Charles Gérard
- 1962 : La Loi des hommes de Charles Gérard : un inspecteur
- 1962 : Le Pèlerinage de Jean L'Hôte (court métrage, 22 min)
- 1962 : 'Le Septième Juré de Georges Lautner : maître Adreux
- 1962 : 'Les Parisiennes de Michel Boisrond : le voyageur du train
- 1962 : 'En plein cirage de Georges Lautner : le gangster)
- 1962 : 'Le Repos du guerrier de Roger Vadim : le patron de l'hôtel
- 1962 : 'Le Diable et les Dix Commandements de Julien Duvivier, sketch Tu ne déroberas point : un agent
- 1963 : Les Bricoleurs de Jean Girault : le maître d'hôtel de M. Labanque
- 1963 : Strip-tease de Jacques Poitrenaud
- 1963 : La Soupe aux poulets de Philippe Agostini
- 1963 : Pouic-Pouic de Jean Girault : Mario, le domestique de M. Brévan
- 1964 : À couteaux tirés de Charles Gérard : Fernand
- 1964 : Du grabuge chez les veuves de Jacques Poitrenaud : le commissaire
- 1964 : Des pissenlits par la racine de Georges Lautner : un inspecteur
- 1964 : Requiem pour un caïd  de Maurice Cloche : un inspecteur
- 1964 : Angélique Marquise des Anges de Bernard Borderie : le procureur Fallot
- 1965 : Passeport diplomatique agent K 8 de Robert Vernay : le laborantin
- 1966 : Du rififi à Paname de Denys de la Patellière : le quinquagénaire
- 1966 : Brigade antigangs de Bernard Borderie : le sous-préfet
- 1966 : Le Voyage du père de Denys de la Patellière : un client du salon Trianon
- 1967 : Two for the Road de Stanley Donen : l'inspecteur de police
- 1967 : Le Soleil des voyous de Jean Delannoy : le loueur de véhicules
- 1967 : Playtime de Jacques Tati : un ami de M. Hulot
- 1967 : L'aventure de Monsieur Taupin de Georges Chassagne (court métrage, 15 min) : M. Taupin
- 1968 : Le gendarme se marie de Jean Girault : l'automobiliste percutant Cruchot
- 1968 : Un drôle de colonel de Jean Girault : le patron du pub
- 1968 : Le Pacha de Georges Lautner : le médecin légiste
- 1968 : Le Tatoué de Denys de la Patellière : l'employé des postes
- 1968 : À tout casser de John Berry : l'inspecteur
- 1968 : Sous le signe de Monte-Cristo d'André Hunebelle : Albert
- 1969 : La Maison de campagne de Jean Girault : M. Langlois
- 1969 : Le Cerveau de Gérard Oury : un gardien de prison
- 1969 : L'Arbre de Noël de Terence Young : Charlie, le "Breton" pompiste
- 1970 : Le Cri du cormoran le soir au-dessus des jonques de Michel Audiard : Sam, un turfiste
- 1970 : Le Distrait de Pierre Richard : le père
- 1970 : Élise ou la vraie vie de Michel Drach : un policier
- 1970 : La Dame dans l'auto avec des lunettes et un fusil de Anatole Litvak : un agent
- 1970 : Darling Lili de Blake Edwards : le général français
- 1970 : Le Gendarme en balade de Jean Girault : le premier automobiliste
- 1971 : Mourir d'aimer d'André Cayatte : l'ami
- 1971 : Le Chat de Pierre Granier-Deferre : l'architecte
- 1971 : La Grande Mafia de Philippe Clair
- 1971 : Le drapeau noir flotte sur la marmite de Michel Audiard : Ravasson, l'instituteur
- 1972 : Le Viager de Pierre Tchernia : un officier de gendarmerie
- 1972 : L'Odeur des fauves de Richard Balducci : le commissaire Preslin
- 1972 : Elle cause plus... elle flingue de Michel Audiard : le second inspecteur
- 1972 : Les Charlots font l'Espagne de Jean Girault : Robert Leplat
- 1973 : L'Événement le plus important depuis que l'homme a marché sur la Lune de Jacques Demy : l'agent immobilier
- 1973 : Le Complot de René Gainville
- 1973 : Le Concierge de Jean Girault : Castarède
- 1973 : Hit ! de Sidney J. Furie : Romain
- 1973 : Prêtres interdits de Denys de la Patellière : le favori
- 1974 : Les Chinois à Paris de Jean Yanne : le général moustachu au béret rouge
- 1974 : La Grande Paulette de Gérard Calderon : "Djibouti"
- 1974 : Les murs ont des oreilles de Jean Girault : M. Robillard, le banquier
- 1974 : La Merveilleuse Visite de Marcel Carné : le Dr Jeantel
- 1974 : Impossible... pas français de Robert Lamoureux
- 1975 : L'Intrépide de Jean Girault : un inspecteur
- 1975 : Guerre et Amour de Woody Allen : Rimsky
- 1975 : Opération Lady Marlène de Robert Lamoureux : M. Dubuisson
- 1976 : Deux imbéciles heureux d'Edmond Freess : M. Leroux
- 1976 : F... comme Fairbanks de Maurice Dugowson : le vieux cadre
- 1976 : Le Jouet de Francis Veber : Robert
- 1977 : Les Passagers de Serge Leroy
- 1977 : Le mille-pattes fait des claquettes de Jean Girault : le conducteur de la Traction
- 1978 : L'Horoscope de Jean Girault : le joueur décavé
- 1979 : Bloodline de Wim Linder : le libraire
- 1980 : Les Jeux de la comtesse Dolingen de Gratz de Catherine Binet : un convive
- 1981 : Vivre vite ! (Deprisa, deprisa) de Carlos Saura : Luis
- 1983 : Surprise Party de Roger Vadim : le brigadier
- 1983 : La Crime de Philippe Labro : le rédacteur en chef (voix, non crédité)
- 1984 : Par où t'es rentré ? On t'a pas vu sortir de Philippe Clair
- 1985 : Astérix et la Surprise de César de Paul Brizzi et Gaëtan Brizzi
- 1986 : Gauguin, le loup dans le soleil d'Henning Carlsen : Edgar Degas
- 1989 : Astérix et le Coup du menhir de Philippe Grimond (voix)
- 1990 : La Messe en si mineur de Jean-Louis Guillermou : M. Villegrain
- 1991 : L'Opération Corned-Beef de Jean-Marie Poiré : le majordome du président (non crédité)
- 1993 : La Soif de l'or de Gérard Oury : un adjoint du maire (non crédité)
- 1996 : Des nouvelles du bon Dieu de Didier Le Pêcheur
- 1999 : Le Château des singes de Jean-François Laguionie - film d'animation (voix)
- 2000 : Princes et Princesses de Michel Ocelot - film d'animation (voix)

### Télévision

#### Téléfilms
- 1960 : Liberty Bar de Jean-Marie Coldefy
- 1960 : Cyrano de Bergerac
- 1961 : L'Amour des trois oranges de Pierre Badel
- 1961 : Hauteclaire ou le Bonheur dans le crime
- 1962 : L'Ascenseur
- 1963 : L'inspecteur Leclerc enquête de Robert Vernay (La mariée)
- 1970 : Adieu Mauzac de Jean Kerchbron : George Langelaan
- 1970 : Le Chien qui a vu Dieu
- 1971 : La Difficulté d'être onze
- 1973 : La Pomme oubliée
- 1973 : Le Provocateur
- 1973 : Le Mauvais
- 1974 : La Mouche bleue
- 1975 : Mort d'un guide
- 1977 : La Fortunette
- 1978 : Louis XI ou La naissance d'un roi
- 1979 : Louis XI ou Le pouvoir central
- 1979 : La Main coupée
- 1980 : L'Âge bête
- 1980 : Jean-Sans-Terre
- 1980 : Jean Jaurès : vie et mort d'un socialiste
- 1981 : Le Boulanger de Suresnes
- 1981 : La Randonnée
- 1983 : Les Beaux quartiers
- 1983 : En marchant longtemps
- 1984 : Les Timides Aventures d'un laveur de carreaux
- 1987 : La Baleine blanche
- 1989 : Une saison de feuilles

#### Séries télévisées
- 1959 : En votre âme et conscience
- 1962 : L'inspecteur Leclerc enquête de Marcel Bluwal (épisode : Les blousons gris)
- 1963 : Thierry la Fronde : le prieur
- 1963 : La Route de Pierre Cardinal
- 1963 : L'inspecteur Leclerc enquête de Robert Vernay (épisode : La mariée)
- 1964 : L'Abonné de la ligne U de Yannick Andréi
- 1965 : Médard et Barnabé de Raymond Bailly
- 1965 : Les Saintes chéries
- 1966 : Rouletabille chez le Tsar de Jean-Charles Lagneau : Thaddée
- 1966 : Les Compagnons de Jéhu
- 1967 : Deslouettes père et fils
- 1967 : Allô Police
- 1967 : Max le débonnaire
- 1967 : Les Chevaliers du ciel
- 1968 : Les Atomistes de Léonard Keigel
- 1968 : L'Homme du Picardie
- 1972 : François Gaillard
- 1972 : La Ligne de démarcation
- 1973 : Arsène Lupin
- 1974 : Les Enquêtes du commissaire Maigret (épisode : Maigret et le corps sans tête de Marcel Cravenne)
- 1974 : L'Accusée de Pierre Goutas
- 1974 : Histoires insolites
- 1975 : Ces grappes de ma vigne
- 1975 : Erreurs judiciaires
- 1975 : Le Village englouti : Tatave, le restaurateur
- 1977 : Banlieue sud-est
- 1979 : Commissaire Moulin
- 1979 : Miss
- 1979 : Les Quatre Cents Coups de Virginie
- 1980 : Fantômas de Claude Chabrol et Juan Luis Buñuel : le directeur de l'hôpital
- 1980 : La Vie des autres
- 1980 : Les Amours des années folles
- 1980 : Julien Fontanes, magistrat
- 1981 : Les Dossiers éclatés (épisode : Le jardin d'hiver)
- 1981 : Marion
- 1982 : Médecins de nuit d'Emmanuel Fonlladosa (épisode : La Dernière Nuit)
- 1984 : Disparitions
- 1984 : Des grives aux loups
- 1985 : Rancune tenace
- 1985 : Le Génie du faux
- 1986 : Grand hôtel de Jean Kerchbron
- 1988 : Un château au soleil

#### Au théâtre ce soir
- 1981 : Alain, sa mère et sa maîtresse de Paul Armont & Marcel Gerbidon, mise en scène Jean Kerchbron, réalisation Pierre Sabbagh, Théâtre Marigny

## Théâtre
- 1959 : La Punaise de Vladimir Maïakovski, mise en scène André Barsacq, Théâtre de l'Atelier
- 1974 : La Maison des otages de Joseph Hayes, mise en scène Robert Hossein, Théâtre Populaire de Reims
- 1980 : Diable d'homme de Robert Lamoureux, mise en scène Daniel Ceccaldi, Théâtre des Bouffes-Parisiens

## Doublage
Les dates en italique indiquent les sorties initiales des films aux redoublages desquels Yves Barsacq a participé.

### Cinéma

#### Film d'animation
- 1985 : Astérix et la Surprise de César : Ordralfabétix
- 1986 : Astérix chez les Bretons : Ordralfabétix (non crédité)
- 1989 : Astérix et le Coup du menhir : Ordralfabétix / les gaulois (non crédité)
- 1998 : Scooby-Doo sur l'île aux zombies : Jack
- 2000 : Princes et Princesses  :  Théo et voix additionnelles
- 2009 : Yona, la légende de l'oiseau-sans-aile : Parakeke
- 2011 : Les Contes de la nuit  :  Téo, le Sorcier (La Fille-biche et le Fils de l'architecte)
- 2011 : Mission Noël : Les Aventures de la famille Noël : ?
- 2011 : Le Chat Potté : Larry Comagique
- 2013 : Tad l'explorateur : À la recherche de la cité perdue : Professeur Lavroff
- 2013 : Ma maman est en Amérique, elle a rencontré Buffalo Bill : Le Papi

### Télévision

#### Téléfilms
- 1962[8] : Le Prince et le Pauvre : le Père Andrew (Niall MacGinnis)
- 1975 : The Kansas City Massacre : John Dillinger (William Jordan)
- 1980 : Encore plus de Mystères de l'Ouest : l'ambassadeur allemand (David Madden)
- 1980 : Les Diamants de l'oubli : le commandant Masterson (Lew Wayland)
- 2006 : Le Flux et le Reflux : James Porter (Nicholas Le Prevost)

#### Séries télévisées
- 1979-1986 : Dallas : Andy Bradley (Paul Sorensen)
- 1981-1987 : Hill Street Blues : Lt. Ray Calletano (René Enríquez)
- 1983 : Les Oiseaux se cachent pour mourir : Pete (Barry Corbin)
- 1983-1984 : V : Arthur Dupres (Hansford Rowe) (1re et 2e mini-série)
- 1983-1986 : La Vengeance aux deux visages : Sandy Dell (Ken Goodlet)
- 1988-1990 : Falcon Crest : Frank Agretti (Rod Taylor)
- 1990-1991 : Flash : Henry Allen (M. Emmet Walsh) (1re voix)
- 1994 : Scarlett : Pierre Robillard (John Gielgud)
- 1998-2009 : Des jours et des vies : Shawn Brady (Frank Parker)
- 2005 : Monk : David Sobin (Richard Libertini).
- 2008 : Hannah Montana : lui-même (Rob Reiner)
- 2010-2011 : Borgen, une femme au pouvoir: Bjørn Marrot (Flemming Sørensen).

#### Animation
- 1978 : Il était une fois… l'Homme : le gros
- 1983 : Dans les Alpes avec Annette : Fernand (2e voix)
- 1988 : Akira : un monsieur
- 1989 : Tilion : Téléphone
- 1990 : Les Simpson : Hyman Krustofski
- 1991-1992 : Les Aventures de Tintin : Dupont et voix additionnelles
- 1995 : Les Contes de la rue Broca : plusieurs voix
- 1996 : Donkey Kong Country : Cranky Kong (2e saison)
- 1997 : Tom-Tom et Nana : M. Henri (1re voix, 1er doublage)
- 1998 : Bob Morane : Professeur Clérembart
- 2000 : Pantin la pirouette
- 2001-2007 : Cédric : Pépé (1re voix, saisons 1 et 2)
- 2006 : Shaolin Kids : Maître Sanzang
- 2008 : T'choupi et ses amis : Papicha
- 2010 : Dragons et Princesses : Théo
- 2013 : T'choupi à l'école : Papi (1re voix)

### Jeux vidéo
- 2000 : Nox : Capitaine
- 2001 : Jak and Daxter: The Precursor Legacy : l'oncle de Jak
- 2007 : The Witcher : voix additionnelles